# Bror Munck (1799–1881)
Bror Gustaf Reinhold Munck (af Fulkila), född 11 december 1799 på Hyömäki i Somero socken, död 12 november 1881 i Jönköping, var en svensk militär.
Munck var student vid Åbo akademi 1814–1816. Han blev sergeant vid Södermanlands regemente 1816, underlöjtnant vid Svea artilleriregemente 1817 och löjtnant där 1826. Munck blev 1829 kapten, 1842 major och var överste och chef för Göta artilleriregemente 1849–1858. Han invaldes 1851 som ledamot av Krigsvetenskapsakademien. Munck blev 1843 riddare av Svärdsorden.
Bror Munck var son till överstelöjtnant Carl Johan Munck af Fulkila och Lovisa Albertina de Pont. Han var bror till Carl Jacob Munck och far till Carl Bror Munck.